# Zelotes creticus
Zelotes creticus är en spindelart som först beskrevs av Kulczynski 1903.  Zelotes creticus ingår i släktet Zelotes och familjen plattbuksspindlar. Inga underarter finns listade i Catalogue of Life.